# Byzantium
Byzantium er det femte album fra Deep Blue Something. Det blev udgivet den 15. oktober 2007.

## Numre
1. "Daybreak and a Candle End" – 4:42
2. "So Precious" – 3:04
3. "She Is" – 3:26
4. "Byzantium" – 4:07
5. "Everything" – 3:32
6. "Enough To Get By" – 5:10
7. "Hell In Itself" – 4:08
8. "Dr. Crippen" – 4:00
9. "Tonight" – 3:43
10. "William H. Bonney" – 4:43
11. "Pullman, Washington" – 3:51
12. "Light the Fuse" – 3:41
13. "Parkbench" – 5:00
14. "Becoming Light" – 4:46